# 2014년 동계 올림픽 쇼트트랙 남자 5000m 계주
2014년 동계 올림픽의 쇼트트랙 남자 5000m 계주는 아이스버그 스케이팅 팰리스에서 2014년 2월 13일부터 21일까지 열렸다.
준결선은 2월 13일에 열렸으며 결선은 2월 21일에 열렸다.
전 대회 우승팀과 2013년 선수권 대회 우승팀 캐나다은 준결선에서 탈락하여 메달 획득에 실패하였다. 전 대회 준우승팀이었던 대한민국 역시 준결승에서 4바퀴 남은 시점에서 주자 이호석이 넘어지는 바람에 탈락하여 메달 획득에 실패했다.
러시아가 금메달을 차지하며 빅토르 안이 2006년 토리노 대회 이후 8년만에 3관왕을 달성하였다. 은메달은 미국이 차지하였고, 동메달은 중화인민공화국이 차지하였다.

## 결과

### 준결선
| 순위 | 조 | 국가           | 선수                                                                          | 시간     | 비고 |
| ---- | -- | -------------- | ----------------------------------------------------------------------------- | -------- | ---- |
| 1    | 1  | 네덜란드       | 단 브레이우스마 닐스 케르스트홀트 싱키 크네흐트 프릭 반 데 바르트             | 6:45.385 | QA   |
| 2    | 1  | 카자흐스탄     | 아브잘 아즈갈리예프 아이다르 베크자노프 데니스 니키샤 누르베르겐 주마가지예프 | 6:47.152 | QA   |
| 3    | 1  | 대한민국       | 이한빈 이호석 박세영 신다운                                                   | 6:48.206 | QB   |
| 4    | 1  | 미국           | 에두아르도 알바레스 J. R. 셀스키 크리스토퍼 크레블링 조던 말론                | 6:50.292 | ADV  |
| 1    | 2  | 러시아         | 빅토르 안 세묜 옐리스트라토프 블라디미르 그리고리예프 루슬란 자카로브         | 6:44.331 | QA   |
| 2    | 2  | 중화인민공화국 | 천더취안 한톈위 시징난 우다징                                                 | 6:44.521 | QA   |
| 3    | 2  | 이탈리아       | 유리 콘포르톨라 토마소 도티 안토니 로벨로 니콜라 로디가리                     | 6:45.253 | QB   |
| 4    | 2  | 캐나다         | 마이클 길데이 샤를 아믈랭 프랑수아 아믈랭 올리비에 장                         | 6:48.186 | QB   |

### 결선
결선은 22:18에 시작하였다.

#### 결선 B
| 순위 | 국가     | 선수                                                      | 시간     | 비고 |
| ---- | -------- | --------------------------------------------------------- | -------- | ---- |
| 6    | 캐나다   | 마이클 길데이 샤를 아믈랭 샤를 쿠르노예 올리비에 장       | 6:43.747 |      |
| 7    | 대한민국 | 김윤재 이호석 박세영 신다운                               | 6:43.921 |      |
| 8    | 이탈리아 | 유리 콘포르톨라 토마소 도티 안토니 로벨로 다비드 비스칼디 | 6:44.904 |      |

#### 결선 A
| 순위 | 국가           | 선수                                                                          | 시간     | 비고 |
| ---- | -------------- | ----------------------------------------------------------------------------- | -------- | ---- |
| 1    | 러시아         | 빅토르 안 세묜 옐리스트라토프 블라디미르 그리고리예프 루슬란 자카로브         | 6:42.100 |      |
| 2    | 미국           | 에두아르도 알바레스 J. R. 셀스키 크리스토퍼 크레블링 조던 말론                | 6:42.371 |      |
| 3    | 중화인민공화국 | 천더취안 한톈위 시징난 우다징                                                 | 6:48.341 |      |
| 4    | 네덜란드       | 단 브레이우스마 닐스 케르스트홀트 싱키 크네흐트 프릭 반 데 바르트             | 6:49.149 |      |
| 5    | 카자흐스탄     | 아브잘 아즈갈리예프 아이다르 베크자노프 데니스 니키샤 누르베르겐 주마가지예프 | 6:54.630 |      |

## 범례
|  | 세계 신기록                  |  |                   | 아프리카 신기록 |                      | Q | 예선 통과 |
|  | 올림픽 신기록                |  | 북아메리카 신기록 | DNS             | 경기를 시작하지 않음 |   |           |
|  |                              |  | 아시아 신기록     | DNF             | 경기를 마치지 않음   |   |           |
|  | 국가 신기록                  |  | 유럽 신기록       | DSQ             | 실격                 |   |           |
|  | 개인 최고 기록 (개인 신기록) |  | 오세아니아 신기록 | WD              | 기권                 |   |           |
|  | 시즌 최고 기록 (시즌 신기록) |  | 남아메리카 신기록 | NM              | 기록 없음            |   |           |

### 쇼트트랙
| ADV | 피반칙으로 다음 라운드 진출 |  |  | QA | 결승전 A (메달 경쟁) |  |  | QB | 결승전 B (메달 없음) |